# Mahaut d'Amboise
Mahaut (ou Mathilde) d'Amboise, née vers 1200 et morte le 12 mai 1256, est comtesse de Chartres de 1248 à 1256. Fille de Sulpice III d'Amboise et d'Élisabeth de Chartres, elle hérita d'abord de son père puis réunit son domaine au comté de Chartres de sa mère.

## Biographie
Elle épouse Richard II, vicomte de Beaumont, cette union semblant rester sans postérité. En 1232, Mahaut et Richard donnent des terres aux religieuses de Lieu. Richard meurt le 17 septembre 1242.
En 1248, à la mort de sa mère Élisabeth, Mahaut prend possession du comté de Chartres.
Mahaut se remarie vers 1254 avec Jean II de Soissons, comte de Soissons. Elle semble également sans enfant de lui.

### Mort et héritage
À la mort de Mahaut en 1256, son cousin Jean Ier de Blois-Châtillon réunit le comté de Chartres à celui de Blois. Quant aux seigneuries de son père (Amboise, Chaumont-sur-Loire et Montrichard), elles sont transmises à un cousin du côté paternel : Jean Ier d'Amboise.

## Généalogie simplifiée
: Comte de Blois

 : Comte de Saint-Pol

 : Comte de Chartres

|  |  |                       |                       |                       |                       |                       |                       |        |        |                       |                       |                       |                       |                       |                       |  |  |                |                |                |                |                        |                        |                        |                        |                        |                        |                       |                       |                       |                       |                      |                      |                          |                          |                          |                          |                          |                          |                 |                 |                         |                         |                         |                         |                         |                         |                  |                  |                     |                     |                     |                     |                             |                             |                             |                             |                             |                             |                      |                      |                       |                       |                       |                       |                       |                       |                 |                 |                          |                          |                          |                          |                          |                          |                         |                         |                          |                          |                          |                          |                          |                          |  |  |               |               |               |               |               |               |  |  |  |  |  |  |
|  |  | Hugues II d'Amboise   | Hugues II d'Amboise   | Hugues II d'Amboise   | Hugues II d'Amboise   | Hugues II d'Amboise   | Hugues II d'Amboise   |        |        |                       |                       |                       |                       |                       |                       |  |  |                |                |                |                |                        |                        | Thibaut V de Blois     | Thibaut V de Blois     | Thibaut V de Blois     | Thibaut V de Blois     | Thibaut V de Blois    | Thibaut V de Blois    |                       |                       | Alix de France       | Alix de France       | Alix de France           | Alix de France           | Alix de France           | Alix de France           |                          |                          |                 |                 |                         |                         |                         |                         |                         |                         |                  |                  |                     |                     |                     |                     | Adeline de Guise            | Adeline de Guise            | Adeline de Guise            | Adeline de Guise            | Adeline de Guise            | Adeline de Guise            |                      |                      | Jacques Ier d'Avesnes | Jacques Ier d'Avesnes | Jacques Ier d'Avesnes | Jacques Ier d'Avesnes | Jacques Ier d'Avesnes | Jacques Ier d'Avesnes |                 |                 | Hugues IV de Campdavaine | Hugues IV de Campdavaine | Hugues IV de Campdavaine | Hugues IV de Campdavaine | Hugues IV de Campdavaine | Hugues IV de Campdavaine |                         |                         | Guy II de Châtillon      | Guy II de Châtillon      | Guy II de Châtillon      | Guy II de Châtillon      | Guy II de Châtillon      | Guy II de Châtillon      |  |  | Alix de Dreux | Alix de Dreux | Alix de Dreux | Alix de Dreux | Alix de Dreux | Alix de Dreux |  |  |  |  |  |  |
|  |  | Hugues II d'Amboise   | Hugues II d'Amboise   | Hugues II d'Amboise   | Hugues II d'Amboise   | Hugues II d'Amboise   | Hugues II d'Amboise   |        |        |                       |                       |                       |                       |                       |                       |  |  |                |                |                |                |                        |                        | Thibaut V de Blois     | Thibaut V de Blois     | Thibaut V de Blois     | Thibaut V de Blois     | Thibaut V de Blois    | Thibaut V de Blois    |                       |                       | Alix de France       | Alix de France       | Alix de France           | Alix de France           | Alix de France           | Alix de France           |                          |                          |                 |                 |                         |                         |                         |                         |                         |                         |                  |                  |                     |                     |                     |                     | Adeline de Guise            | Adeline de Guise            | Adeline de Guise            | Adeline de Guise            | Adeline de Guise            | Adeline de Guise            |                      |                      | Jacques Ier d'Avesnes | Jacques Ier d'Avesnes | Jacques Ier d'Avesnes | Jacques Ier d'Avesnes | Jacques Ier d'Avesnes | Jacques Ier d'Avesnes |                 |                 | Hugues IV de Campdavaine | Hugues IV de Campdavaine | Hugues IV de Campdavaine | Hugues IV de Campdavaine | Hugues IV de Campdavaine | Hugues IV de Campdavaine |                         |                         | Guy II de Châtillon      | Guy II de Châtillon      | Guy II de Châtillon      | Guy II de Châtillon      | Guy II de Châtillon      | Guy II de Châtillon      |  |  | Alix de Dreux | Alix de Dreux | Alix de Dreux | Alix de Dreux | Alix de Dreux | Alix de Dreux |  |  |  |  |  |  |
|  |  |                       |                       |                       |                       |                       |                       |        |        |                       |                       |                       |                       |                       |                       |  |  |                |                |                |                |                        |                        |                        |                        |                        |                        |                       |                       |                       |                       |                      |                      |                          |                          |                          |                          |                          |                          |                 |                 |                         |                         |                         |                         |                         |                         |                  |                  |                     |                     |                     |                     |                             |                             |                             |                             |                             |                             |                      |                      |                       |                       |                       |                       |                       |                       |                 |                 |                          |                          |                          |                          |                          |                          |                         |                         |                          |                          |                          |                          |                          |                          |  |  |               |               |               |               |               |               |  |  |  |  |  |  |
|  |  |                       |                       |                       |                       |                       |                       |        |        |                       |                       |                       |                       |                       |                       |  |  |                |                |                |                |                        |                        |                        |                        |                        |                        |                       |                       |                       |                       |                      |                      |                          |                          |                          |                          |                          |                          |                 |                 |                         |                         |                         |                         |                         |                         |                  |                  |                     |                     |                     |                     |                             |                             |                             |                             |                             |                             |                      |                      |                       |                       |                       |                       |                       |                       |                 |                 |                          |                          |                          |                          |                          |                          |                         |                         |                          |                          |                          |                          |                          |                          |  |  |               |               |               |               |               |               |  |  |  |  |  |  |
|  |  | Sulpice III d'Amboise | Sulpice III d'Amboise | Sulpice III d'Amboise | Sulpice III d'Amboise | Sulpice III d'Amboise | Sulpice III d'Amboise |        |        | Élisabeth de Chartres | Élisabeth de Chartres | Élisabeth de Chartres | Élisabeth de Chartres | Élisabeth de Chartres | Élisabeth de Chartres |  |  | Louis de Blois | Louis de Blois | Louis de Blois | Louis de Blois | Louis de Blois         | Louis de Blois         |                        |                        | Catherine de Clermont  | Catherine de Clermont  | Catherine de Clermont | Catherine de Clermont | Catherine de Clermont | Catherine de Clermont |                      |                      | Adélaïde de Blois        | Adélaïde de Blois        | Adélaïde de Blois        | Adélaïde de Blois        | Adélaïde de Blois        | Adélaïde de Blois        |                 |                 | Otton Ier de Bourgogne  | Otton Ier de Bourgogne  | Otton Ier de Bourgogne  | Otton Ier de Bourgogne  | Otton Ier de Bourgogne  | Otton Ier de Bourgogne  |                  |                  | Marguerite de Blois | Marguerite de Blois | Marguerite de Blois | Marguerite de Blois | Marguerite de Blois         | Marguerite de Blois         |                             |                             | Gautier II d'Avesnes        | Gautier II d'Avesnes        | Gautier II d'Avesnes | Gautier II d'Avesnes | Gautier II d'Avesnes  | Gautier II d'Avesnes  |                       |                       |                       |                       |                 |                 | Élisabeth Candavène      | Élisabeth Candavène      | Élisabeth Candavène      | Élisabeth Candavène      | Élisabeth Candavène      | Élisabeth Candavène      |                         |                         | Gaucher III de Châtillon | Gaucher III de Châtillon | Gaucher III de Châtillon | Gaucher III de Châtillon | Gaucher III de Châtillon | Gaucher III de Châtillon |  |  |               |               |               |               |               |               |  |  |  |  |  |  |
|  |  | Sulpice III d'Amboise | Sulpice III d'Amboise | Sulpice III d'Amboise | Sulpice III d'Amboise | Sulpice III d'Amboise | Sulpice III d'Amboise |        |        | Élisabeth de Chartres | Élisabeth de Chartres | Élisabeth de Chartres | Élisabeth de Chartres | Élisabeth de Chartres | Élisabeth de Chartres |  |  | Louis de Blois | Louis de Blois | Louis de Blois | Louis de Blois | Louis de Blois         | Louis de Blois         |                        |                        | Catherine de Clermont  | Catherine de Clermont  | Catherine de Clermont | Catherine de Clermont | Catherine de Clermont | Catherine de Clermont |                      |                      | Adélaïde de Blois        | Adélaïde de Blois        | Adélaïde de Blois        | Adélaïde de Blois        | Adélaïde de Blois        | Adélaïde de Blois        |                 |                 | Otton Ier de Bourgogne  | Otton Ier de Bourgogne  | Otton Ier de Bourgogne  | Otton Ier de Bourgogne  | Otton Ier de Bourgogne  | Otton Ier de Bourgogne  |                  |                  | Marguerite de Blois | Marguerite de Blois | Marguerite de Blois | Marguerite de Blois | Marguerite de Blois         | Marguerite de Blois         |                             |                             | Gautier II d'Avesnes        | Gautier II d'Avesnes        | Gautier II d'Avesnes | Gautier II d'Avesnes | Gautier II d'Avesnes  | Gautier II d'Avesnes  |                       |                       |                       |                       |                 |                 | Élisabeth Candavène      | Élisabeth Candavène      | Élisabeth Candavène      | Élisabeth Candavène      | Élisabeth Candavène      | Élisabeth Candavène      |                         |                         | Gaucher III de Châtillon | Gaucher III de Châtillon | Gaucher III de Châtillon | Gaucher III de Châtillon | Gaucher III de Châtillon | Gaucher III de Châtillon |  |  |               |               |               |               |               |               |  |  |  |  |  |  |
|  |  |                       |                       |                       |                       |                       |                       |        |        |                       |                       |                       |                       |                       |                       |  |  |                |                |                |                |                        |                        |                        |                        |                        |                        |                       |                       |                       |                       |                      |                      |                          |                          |                          |                          |                          |                          |                 |                 |                         |                         |                         |                         |                         |                         |                  |                  |                     |                     |                     |                     |                             |                             |                             |                             |                             |                             |                      |                      |                       |                       |                       |                       |                       |                       |                 |                 |                          |                          |                          |                          |                          |                          |                         |                         |                          |                          |                          |                          |                          |                          |  |  |               |               |               |               |               |               |  |  |  |  |  |  |
|  |  |                       |                       |                       |                       |                       |                       |        |        |                       |                       |                       |                       |                       |                       |  |  |                |                |                |                |                        |                        |                        |                        |                        |                        |                       |                       |                       |                       |                      |                      |                          |                          |                          |                          |                          |                          |                 |                 |                         |                         |                         |                         |                         |                         |                  |                  |                     |                     |                     |                     |                             |                             |                             |                             |                             |                             |                      |                      |                       |                       |                       |                       |                       |                       |                 |                 |                          |                          |                          |                          |                          |                          |                         |                         |                          |                          |                          |                          |                          |                          |  |  |               |               |               |               |               |               |  |  |  |  |  |  |
|  |  |                       |                       |                       |                       | Mahaut                | Mahaut                | Mahaut | Mahaut | Mahaut                | Mahaut                |                       |                       |                       |                       |  |  |                |                |                |                | Thibaut VI de Blois    | Thibaut VI de Blois    | Thibaut VI de Blois    | Thibaut VI de Blois    | Thibaut VI de Blois    | Thibaut VI de Blois    |                       |                       |                       |                       |                      |                      | Béatrice II de Bourgogne | Béatrice II de Bourgogne | Béatrice II de Bourgogne | Béatrice II de Bourgogne | Béatrice II de Bourgogne | Béatrice II de Bourgogne |                 |                 | Jeanne Ire de Bourgogne | Jeanne Ire de Bourgogne | Jeanne Ire de Bourgogne | Jeanne Ire de Bourgogne | Jeanne Ire de Bourgogne | Jeanne Ire de Bourgogne |                  |                  | Isabelle d'Avesnes  | Isabelle d'Avesnes  | Isabelle d'Avesnes  | Isabelle d'Avesnes  | Isabelle d'Avesnes          | Isabelle d'Avesnes          |                             |                             | Thibaud d'Avesnes           | Thibaud d'Avesnes           | Thibaud d'Avesnes    | Thibaud d'Avesnes    | Thibaud d'Avesnes     | Thibaud d'Avesnes     |                       |                       | Marie d'Avesnes       | Marie d'Avesnes       | Marie d'Avesnes | Marie d'Avesnes | Marie d'Avesnes          | Marie d'Avesnes          |                          |                          | Hugues Ier de Châtillon  | Hugues Ier de Châtillon  | Hugues Ier de Châtillon | Hugues Ier de Châtillon | Hugues Ier de Châtillon  | Hugues Ier de Châtillon  |                          |                          |                          |                          |  |  |               |               |               |               |               |               |  |  |  |  |  |  |
|  |  |                       |                       |                       |                       | Mahaut                | Mahaut                | Mahaut | Mahaut | Mahaut                | Mahaut                |                       |                       |                       |                       |  |  |                |                |                |                | Thibaut VI de Blois    | Thibaut VI de Blois    | Thibaut VI de Blois    | Thibaut VI de Blois    | Thibaut VI de Blois    | Thibaut VI de Blois    |                       |                       |                       |                       |                      |                      | Béatrice II de Bourgogne | Béatrice II de Bourgogne | Béatrice II de Bourgogne | Béatrice II de Bourgogne | Béatrice II de Bourgogne | Béatrice II de Bourgogne |                 |                 | Jeanne Ire de Bourgogne | Jeanne Ire de Bourgogne | Jeanne Ire de Bourgogne | Jeanne Ire de Bourgogne | Jeanne Ire de Bourgogne | Jeanne Ire de Bourgogne |                  |                  | Isabelle d'Avesnes  | Isabelle d'Avesnes  | Isabelle d'Avesnes  | Isabelle d'Avesnes  | Isabelle d'Avesnes          | Isabelle d'Avesnes          |                             |                             | Thibaud d'Avesnes           | Thibaud d'Avesnes           | Thibaud d'Avesnes    | Thibaud d'Avesnes    | Thibaud d'Avesnes     | Thibaud d'Avesnes     |                       |                       | Marie d'Avesnes       | Marie d'Avesnes       | Marie d'Avesnes | Marie d'Avesnes | Marie d'Avesnes          | Marie d'Avesnes          |                          |                          | Hugues Ier de Châtillon  | Hugues Ier de Châtillon  | Hugues Ier de Châtillon | Hugues Ier de Châtillon | Hugues Ier de Châtillon  | Hugues Ier de Châtillon  |                          |                          |                          |                          |  |  |               |               |               |               |               |               |  |  |  |  |  |  |
|  |  |                       |                       |                       |                       |                       |                       |        |        |                       |                       |                       |                       |                       |                       |  |  |                |                |                |                |                        |                        |                        |                        |                        |                        |                       |                       |                       |                       |                      |                      |                          |                          |                          |                          |                          |                          |                 |                 |                         |                         |                         |                         |                         |                         |                  |                  |                     |                     |                     |                     |                             |                             |                             |                             |                             |                             |                      |                      |                       |                       |                       |                       |                       |                       |                 |                 |                          |                          |                          |                          |                          |                          |                         |                         |                          |                          |                          |                          |                          |                          |  |  |               |               |               |               |               |               |  |  |  |  |  |  |
|  |  |                       |                       |                       |                       |                       |                       |        |        |                       |                       |                       |                       |                       |                       |  |  |                |                |                |                |                        |                        |                        |                        |                        |                        |                       |                       |                       |                       |                      |                      |                          |                          |                          |                          |                          |                          |                 |                 |                         |                         |                         |                         |                         |                         |                  |                  |                     |                     |                     |                     |                             |                             |                             |                             |                             |                             |                      |                      |                       |                       |                       |                       |                       |                       |                 |                 |                          |                          |                          |                          |                          |                          |                         |                         |                          |                          |                          |                          |                          |                          |  |  |               |               |               |               |               |               |  |  |  |  |  |  |
|  |  |                       |                       |                       |                       |                       |                       |        |        |                       |                       |                       |                       |                       |                       |  |  |                |                |                |                | Otton III de Bourgogne | Otton III de Bourgogne | Otton III de Bourgogne | Otton III de Bourgogne | Otton III de Bourgogne | Otton III de Bourgogne |                       |                       | Hugues III de Chalon  | Hugues III de Chalon  | Hugues III de Chalon | Hugues III de Chalon | Hugues III de Chalon     | Hugues III de Chalon     |                          |                          | Alix de Méranie          | Alix de Méranie          | Alix de Méranie | Alix de Méranie | Alix de Méranie         | Alix de Méranie         |                         |                         | Alix de Bretagne        | Alix de Bretagne        | Alix de Bretagne | Alix de Bretagne | Alix de Bretagne    | Alix de Bretagne    |                     |                     | Jean Ier de Blois-Châtillon | Jean Ier de Blois-Châtillon | Jean Ier de Blois-Châtillon | Jean Ier de Blois-Châtillon | Jean Ier de Blois-Châtillon | Jean Ier de Blois-Châtillon |                      |                      | Guy III de Saint-Pol  | Guy III de Saint-Pol  | Guy III de Saint-Pol  | Guy III de Saint-Pol  | Guy III de Saint-Pol  | Guy III de Saint-Pol  |                 |                 | Mathilde de Brabant      | Mathilde de Brabant      | Mathilde de Brabant      | Mathilde de Brabant      | Mathilde de Brabant      | Mathilde de Brabant      |                         |                         | Gaucher IV de Châtillon  | Gaucher IV de Châtillon  | Gaucher IV de Châtillon  | Gaucher IV de Châtillon  | Gaucher IV de Châtillon  | Gaucher IV de Châtillon  |  |  |               |               |               |               |               |               |  |  |  |  |  |  |
|  |  |                       |                       |                       |                       |                       |                       |        |        |                       |                       |                       |                       |                       |                       |  |  |                |                |                |                | Otton III de Bourgogne | Otton III de Bourgogne | Otton III de Bourgogne | Otton III de Bourgogne | Otton III de Bourgogne | Otton III de Bourgogne |                       |                       | Hugues III de Chalon  | Hugues III de Chalon  | Hugues III de Chalon | Hugues III de Chalon | Hugues III de Chalon     | Hugues III de Chalon     |                          |                          | Alix de Méranie          | Alix de Méranie          | Alix de Méranie | Alix de Méranie | Alix de Méranie         | Alix de Méranie         |                         |                         | Alix de Bretagne        | Alix de Bretagne        | Alix de Bretagne | Alix de Bretagne | Alix de Bretagne    | Alix de Bretagne    |                     |                     | Jean Ier de Blois-Châtillon | Jean Ier de Blois-Châtillon | Jean Ier de Blois-Châtillon | Jean Ier de Blois-Châtillon | Jean Ier de Blois-Châtillon | Jean Ier de Blois-Châtillon |                      |                      | Guy III de Saint-Pol  | Guy III de Saint-Pol  | Guy III de Saint-Pol  | Guy III de Saint-Pol  | Guy III de Saint-Pol  | Guy III de Saint-Pol  |                 |                 | Mathilde de Brabant      | Mathilde de Brabant      | Mathilde de Brabant      | Mathilde de Brabant      | Mathilde de Brabant      | Mathilde de Brabant      |                         |                         | Gaucher IV de Châtillon  | Gaucher IV de Châtillon  | Gaucher IV de Châtillon  | Gaucher IV de Châtillon  | Gaucher IV de Châtillon  | Gaucher IV de Châtillon  |  |  |               |               |               |               |               |               |  |  |  |  |  |  |
|  |  |                       |                       |                       |                       |                       |                       |        |        |                       |                       |                       |                       |                       |                       |  |  |                |                |                |                |                        |                        |                        |                        |                        |                        |                       |                       |                       |                       |                      |                      |                          |                          |                          |                          |                          |                          |                 |                 |                         |                         |                         |                         |                         |                         |                  |                  |                     |                     |                     |                     |                             |                             |                             |                             |                             |                             |                      |                      |                       |                       |                       |                       |                       |                       |                 |                 |                          |                          |                          |                          |                          |                          |                         |                         |                          |                          |                          |                          |                          |                          |  |  |               |               |               |               |               |               |  |  |  |  |  |  |

## Sources
- Eugène de Lépinois, Histoire de Chartres, tome 1, Chartres, Garnier, place des Halles, 16 et17, 1854, 568 p. (lire en ligne)
- (en) Constance Hoffman Berman, Negotiating Community and Difference in Medieval Europe: Gender, Power, Patronage and the Authority of Religion in Latin Christendom, Brill, 2009, 137–149 p., « Noble Women's Power as Reflected in the Foundations of Cistercian Houses for Nuns in Thirteenth-Century Northern France: Port-Royal, les Clairets, Moncey, Lieu and Eau-lez-Chartres »
- (en) Katherine Allen Smith et Scott Wells, Negotiating community and difference in medieval Europe: gender, power, patronage, and the authority of religion in Latin Christendom, Brill, 2009